# Oswald Koltzenburg
Oswald Koltzenburg (* 17. Juli 1890 in Rietzmeck; † 25. Februar 1956) war ein deutscher Politiker (DDP/DStP, LDPD, CDUD, NDPD). Er war Vorsitzender des NDPD-Landesvorstandes Brandenburg und Abgeordneter der Volkskammer der DDR.

## Leben
Nach dem Besuch der Volksschule und des Gymnasiums studierte er in Leipzig Philosophie und Rechtswissenschaften. 
Koltzenburg gehörte während der Weimarer Republik der Deutschen Demokratischen Partei bzw. der Deutschen Staatspartei (DDP/DStP) an und war von 1923 bis 1933 Bürgermeister von Zittau. Nach kurzer Schutzhaft und der Vertreibung aus seinem Amt durch die Nationalsozialisten arbeitete er als Privatlehrer und war von 1939 bis 1945 Leiter der Rechtsabteilung der „Zentraleuropäischen Versicherungsanstalt“. 
Nach dem Krieg war Koltzenburg als Studienrat tätig. Er schloss sich 1945 zunächst der Liberal-Demokratischen Partei Deutschlands (LDPD) an, wurde aber kurz darauf Mitglied der Christlich-Demokratischen Union Deutschlands (CDUD). Im August 1945 wurde er zum Oberlandrat des Verwaltungsbezirkes Brandenburg/Havel berufen. Im Oktober 1946 erklärte er seinen Austritt aus der CDUD. 1947/48 war er Leiter der Landesverwaltungsschule in Beelitz. Anschließend war er als Obergerichtsrat Richter am Oberlandesgericht in Potsdam. 
Im Juni 1948 wurde er Mitbegründer der National-Demokratischen Partei Deutschlands (NDPD) im Land Brandenburg und war bis März 1951 ihr erster Landesvorsitzender. Am 3. September 1948 wurde er zum stellvertretenden Vorsitzenden der NDPD gewählt. Bis zum 3. Parteitag im Juni 1951 gehörte er dem NDPD-Parteivorstand und bis zum 5. Parteitag im Oktober 1953 dem Hauptausschuss der Partei an.
Von Februar bis September 1950 war er Mitglied des Brandenburger Landtags mit beratender Stimme. Im Mai 1949 wurde er Mitglied des Zweiten Deutschen Volksrates, im Oktober 1949 der Provisorischen Volkskammer. Im November 1949 wurde zum Mitglied des Haushalts- und Finanzausschusses der Volkskammer gewählt. Als Abgeordneter der NDPD-Fraktion gehörte er der Volkskammer bis zu seinem Tod 1956 an.
Koltzenburg war zuletzt Vorsitzender des NDPD-Kreisverbandes Berlin-Lichtenberg. Im Mai 1955 wurde er mit der Ehrennadel der Nationalen Front ausgezeichnet.